# The Order
The Order (также известная как Brüder Schweigen или Silent Brotherhood) — террористическая организация белых националистов, действовавшая в США с 1983 по 1984 год.

## История
«The Order» был основан Робертом Джей Мэтьюзом в конце сентября 1983 года на ферме близ Металайн-Фолс, штат Вашингтон. Одной из главных целей организации была освобождение Америки от коррумпированного правительства, якобы контролируемого евреями и называемого «Сионистское оккупационное правительство» (ZOG). «The Order» был назван в честь, и создан по образцу группировки из книги Уильяма Пирса «Дневники Тёрнера». Также одной из целей было создание Северо-Западного территориального императива, который был бы закрыт для евреев и «небелых». Членами «The Order» также были Рэнди Эванс, Гэри Ярборо, Брюс Пирс, Денвер Парментер, Фрэнк Силва, Ричард Скутари, Дэвид Лейн, Рэнди Даи и Дэвид Тэйт.
Организация решила добывать средства для борьбы с помощью ограблений. Первым был ограблен порномагазин в Спокане, штат Вашингтон, но выручка оказалась незначительной, и  было решено перейти к грабежу инкассаторов и подделке денег.
Мэтьюсу удалось напечатать некоторое количество 50-долларовых банкнот, но один из членов организации, Брюс Кэрролл Пирс, был арестован, как только попытался пустить их в ход. Чтобы внести залог за него, Мэтьюс в конце 1983 г. единолично ограбил банк к северу от Сиэтла, добыв 25 000 долларов. В марте 1984 г. одна группа бойцов Ордена взорвала бомбу в одном из театров Сиэтла, чтобы отвлечь внимание полиции, в то время как другая похитила 500 000 долларов из инкассаторской машины. В июне 1984 г. в городе Денвер Орденом был убит еврейский радиожурналист Алан Берг, неоднократно оскорбительно высказывавшийся в адрес белых расистов. В июле 1984 г. двенадцать бойцов Мэтьюса ограбили еще одну инкассаторскую машину, из которой экспроприировали 3 800 000 долларов (что стало крупнейшим в истории ограблением инкассаторской машины). Полученные средства использовались для закупки автомобилей, оборудования и вооружений и помощи единомышленникам, в частности таким как Уильям Пирс (Национальный альянс) и Фрейзер Гленн Миллер-младший (Партия белых патриотов). Также Орден приобрел участки земли в штатах Айдахо и Миссури, чтобы создать на них лагеря для подготовки бойцов партизанской войны.
Однако во время июльской экспроприации Мэтьюс потерял свой пистолет, используя который ФБР смогло выйти на одного из членов Ордена. Примерно в то же время другой член Ордена Том Мартинес, арестованный в Филадельфии за попытку пустить в ход поддельные банкноты, согласился на сотрудничество с властями и отправился в город Портленд, штат Орегон, где у него должна была состояться встреча с Мэтьюсом и его соратником Гэри Ярборо. ФБР устроило засаду в мотеле, но Мэтьюсу удалось уйти, хотя его и ранили в руку, а Ярборо был арестован. 8 декабря 1984 г. правительственные агенты (по разным источникам, их было от 60 до 500) окружили Мэтьюса в Купвилле, штат Вашингтон, на острове Уидби. Он отказался сдаться и вступил в перестрелку с осаждавшими. Агенты ФБР пытались заставить Мэтьюса покинуть дом, стреляя в него дымовыми гранатами, однако на Мэтьюсе была защитная маска. Тогда осаждавшие запустили в дом несколько ракет, которые вызвали взрыв ручных гранат и других боеприпасов, хранившихся в доме. Однако и после этого Мэтьюс некоторое время продолжал стрелять из горящего дома в агентов, пока не сгорел заживо.
Многие входившие во внутренний круг The Order называли себя одинистами.

### Суд
Десять членов организации были осуждены за рэкетирство и трое за нарушение гражданских прав Алана Берга. В убийстве обвинен никто не был. Дэвид Лэйн был приговорён к 190 годам лишения свободы (20 лет по обвинению в рэкете, 20 лет по обвинению в преступном сговоре и 150 лет по обвинению в нарушении гражданских прав еврейского радиоведущего Алана Берга в 1984 году).